# Grorud IL
El Grorud IL es un equipo de fútbol de Noruega que juega en la Fair Play ligaen, la tercera división del país.

## Historia
Fue fundado el 18 de marzo de 1918 en el distrito de Grorud de la capital Oslo como un club multideportivo con secciones en esquí, gimnasia y tenis; siendo uno de los primeros equipos deportivos en Noruega que contó con sección de tenis.
Es la segunda reencarnación del Grorud IF que existió de 1904 a 1905 y sucesor del Grorud TIF que existió de 1908 a 1914 aunque su sede estuvo ubicada en el municipio de Aker antes de que el distrito de Grorud fuera incorporado a Oslo en 1948.
Tuvieron su propio estadio de fútbol hasta 1926 y principalmente han jugado en la cuarta división nacional hasta que en 1994 logran el ascenso a la Fair Play ligaen por primera vez, donde jugaron por tres temporadas hasta que descendieron en 1997. En 1999 tuvieron un retorno fugaz en la tercera división, descendiendo tras una temporada y regresando a la Fair Play ligaen para 2011.
Tras ocho temporadas en tercera división son campeones del grupo dos de la tercera división, logrando por primera vez el ascenso a la Adeccoligaen para la temporada 2020.

## Palmarés
- Fair Play ligaen: 1

2019
- Tercera División de Noruega: 2

1994, 2011

## Clubes Afiliados
- Groruddalen BK[4]